# Het vredeswapen
 Het vredeswapen  is een verhaal uit de Belgische stripreeks Piet Pienter en Bert Bibber van Pom.
Het verhaal verscheen voor het eerst in Het Handelsblad van 16 april 1951 tot 24 juli 1951.

## Personages
- Piet Pienter
- Bert Bibber
- Archibald Drawing

## Albumversies
Het vredeswapen verscheen in 1984 bij uitgeverij De Dageraad. In 1994 gaf Stripbeurs Middelkerke het album opnieuw uit. Uitgeverij 't Mannekesblad deed hetzelfde in 2011.